# Erateina julia
Erateina julia är en fjärilsart som beskrevs av Doubleday 1848. Erateina julia ingår i släktet Erateina och familjen mätare. Inga underarter finns listade i Catalogue of Life.